# 古亭河濱公園
古亭河濱公園，為臺灣臺北市中正區新店溪河系的一處河濱公園，北界中正橋接中正河濱公園、南界永福橋接福和河濱公園，面積約27.3公頃，由於腹地不小，臺北市政府不定期規劃做花海，吸引遊客。
古亭河濱公園位於永福橋至中正橋間，單車從思源街沿著自來水博物館方向騎到底就可進入園區內，斜坡道種植灌木排列出「古亭河濱公園」字樣別具巧思。夏日午 后，避開烈日，來這裡吹吹風，公園內有網球場、籃球場、溜冰場等一應具全的運動設施供市民使用。古亭河濱公園綠地廣闊，橋下有涼風習習。喜愛來此地打球的 球友都知道，這裡有兩座網球場比鄰而建，另有三座單獨的網球場，都是硬式場地，共享綠蔭庇蔭，運動時不必在烈日下曝曬，最適合用來比賽。
永福橋下有攀岩練習場和兒童遊樂設施，滑梯下鋪著厚厚的保護軟墊，可見市府的貼心設計。攀岩壁面高約三米，看精力充沛的孩子們攀爬似乎不難，自己實地操作 卻有些難度，夏日帶著孩子們到這裡避暑、遊戲是很不錯的選擇。除了夏季，冬季時這裡還有整片的波斯菊花海綻放，讓人忍不住想停下腳步欣賞。這裡的自行車道 燈光、規劃都相當完善，尤其是夏日夜晚，更是許多人選擇夜騎的好地點。

## 河濱設施
- 籃球場
- 網球場
- 溜冰場
- 羽球場
- 小型攀岩設施
- 橋下休憩區
- 涼亭
- 搖搖樂
- 花海區

## 外部連結
- 古亭河濱公園  臺北旅遊網（页面存档备份，存于）
- 古亭河濱花海  臺北旅遊網 （页面存档备份，存于）
- 臺北市政府工務局水利工程處-古亭河濱公園（页面存档备份，存于）
- 台北河濱花海 - 台北花季 花IN台北 （页面存档备份，存于）